# Јулијан Персијски
Јулијан Персијски (4. век) - хришћански подвижник, пустињак, игуман манастира у Месопотамији, преподобни.
Податке о Јулијановом животу износи Теодорит Кирски у књизи „Историја богољубаца“. Не говорећи одакле је Јулијан и када је рођен, Теодорит пише да је Јулијан, у дубинама Партске пустиње, пронашао пећину нерукотворену и настанио се на овом месту. 
Мештани су Јулијана почастили именом „ава“ (סבא), што у преводу на грчки значи „старешина“, основали су његову подвижничку келију на западу реке Еуфрат. Живот је провео у посту и молитви, једући једном недељно; Храна му је била хлеб од јечмених мекиња, со, а пиће изворска вода. Јулијан је користио Давидове псалме као молитве. Видевши његов подвижнички живот, ученици су почели да долазе к њему и живели са њим у пећини, постао им је духовни ментор, па је тако створио своју школу подвижништва. Број Јулијанових ученика достигао је стотину људи. Један од оних који је као студент дошао код Јулијана био је младић племенитог порекла, чувени преподобни Астерије. Прошавши Јулијанову школу, Астерије је основао своју школу подвижништва за љубитеље философије у околини Гиндара (село близу Антиохије).
Акакије је постао Астеријев ученик. Јулијан је заједно са својим ученицима отишао на гору Синај, где је саградио храм у знак сећања на откриће плоче завета од стране светог пророка Мојсија. Јулијан је 364. године, сазнавши за претње цара Јулијана хришћанима, који је претио да ће хришћане потпуно истребити пре похода на Персијанце, заветовао Богу да ће десет дана и ноћи посветити молитви: током молитве је чуо глас који је рекао да је свиња нечиста и подла (цар Јулијан) умро. Иако завет није истекао, Јулијан је већ прекинуо заступничку молитву и заменио је псалмодијом, шаљући песме благодарности Господу. 
Године 364. на престо је дошао цар Валент, који је исповедао аријанство, почео је прогон православних, а у то време је император протерао Мелетија Антиохијског из Антиохије. Аријанци су у Антиохији пренели и ширили глас да се и старац Јулијан придржавао догмата које су они проповедали. Православни су се посебно бринули да их гласине, преваривши неискусне и просте људе, не намаме у мрежу јеретика. Флавијан, Диодор Тарсијски и монах Афрат обраћају се Акакију, траже од њега да узме за пратиоца славног Астерија – свог учитеља и ученика светог старца Јулијана – и оде до општег светила Цркве, до стуба Јеванђелског учења – Јулијану, да га замоли да напусти своју подвижничку школу и притекне у помоћ хиљадама православних хришћана који гину од прогона и да угаси аријански пламен. Акакије је кренуо на пут, повевши са собом Астерија. Акакије и Астерије су успели да убеде Јулијана, који је напустио испосницу у којој је био 40 година и заједно са Акакијем и Астеријем кренуо да проповеда против аријанства. Пошто је успешно проповедао и учинио многа чуда, Јулијан се враћа у своју пећину. Међу чудима које је учинио Јулијан било је исцељење болесника и борбу молитвом у граду Киру епископа јеретика софисте Астерија, који је завео хришћане речитошћу. Теодорит Кирски, који је лично добро познавао Акакија из Верије, препричао је своју причу о Јулијану коју је чуо са Акакијевих усана.
Јулијан је умро у својој пећини крајем 4. века.
Православна црква прославља светог Јулијана 18. октобра.